# Église de la Nativité-de-la-Vierge de l'ermitage de Peryn
L'église de la Nativité-de-la-Vierge de l'ermitage de Peryn ou église de la Nativité (en langue russe : Церковь Рождества Богородицы в Перыни) est l'une des plus petites églises de la région de Veliki Novgorod. Son air solennel s'allie à une taille exiguë et à une extrême simplicité. Elle est le catholikon du monastère de Peryn situé sur l'île du même nom à six kilomètres au sud du centre de Veliki Novgorod, dans le hameau de Iouriev du raïon de Novgorod. Elle est bâtie à l'emplacement d'un temple païen, voué au culte du dieu slave Peroun datant de l'an 980. Des fouilles ont été organisées depuis les années 1950 sur le site du monastère pour étudier les traces de ce culte. C'est un des derniers édifices construits avant les invasions mongoles. En 1239, l'activité de construction d'églises est interrompue à Novgorod (à l'exception de quelques églises en bois) et elle ne reprend que vers 1290.

## Histoire
Les chroniques ne renseignent pas sur la construction de cette église en pierre dans ce lieu de prière. Elle est datée des trente premières années du XIIIe siècle et fait partie des édifices pré-mongols de Russie dans la république de Novgorod.
Certains donnent une date plus précise de construction en 1226 lorsque le père d'Alexandre Nevski arrive à Novgorod et organise des élections publiques pour nommer l'archimandrite.
Les premières mesures de fouille et de recherches ont eu lieu en 1947-1948 sous la direction de R.A Kantselson et des fragments de fresques sont découvertes sous les briques lors de ces recherches. En 1961, l'architecte L. E. Krasnoretchev établit un plan de restauration définitif pour remettre l'église dans son état primitif du XIIIe siècle. Les travaux sont réalisés en 1962-1965 (mais sans que l'on touche à l'intérieur).
À la suite de cette restauration, l'église a retrouvé son aspect primitif à trois lobes, mais aussi ses fresques sous les linteaux des ouvertures à l'intérieur du tambour.

## Architecture
Les lésènes à l'angle des façades, les fenêtres hautes et étroites, le tambour accentuent l'effet de légèreté de l'ensemble de l'édifice et d'élancement vers le ciel. Trois porches mènent à l'intérieur. Ils sont larges et permettent, en entrant, du fait de l'étroitesse des piliers, de donner une impression d'espace et de volume plus grand que ne le permettraient les dimensions de l'église. La base est un rectangle dont les dimensions sont de 7,5 m de large sur 9,5 m de long, avec 12 mètres de haut. Les fondations et la base de l'époque pré-mongole sont parvenues jusqu'à nous ; la composition de leurs matériaux consiste en un mélange de briques étroites et de calcaire, posé sur un lit de mortier de chaux mélangé à des débris de briques.

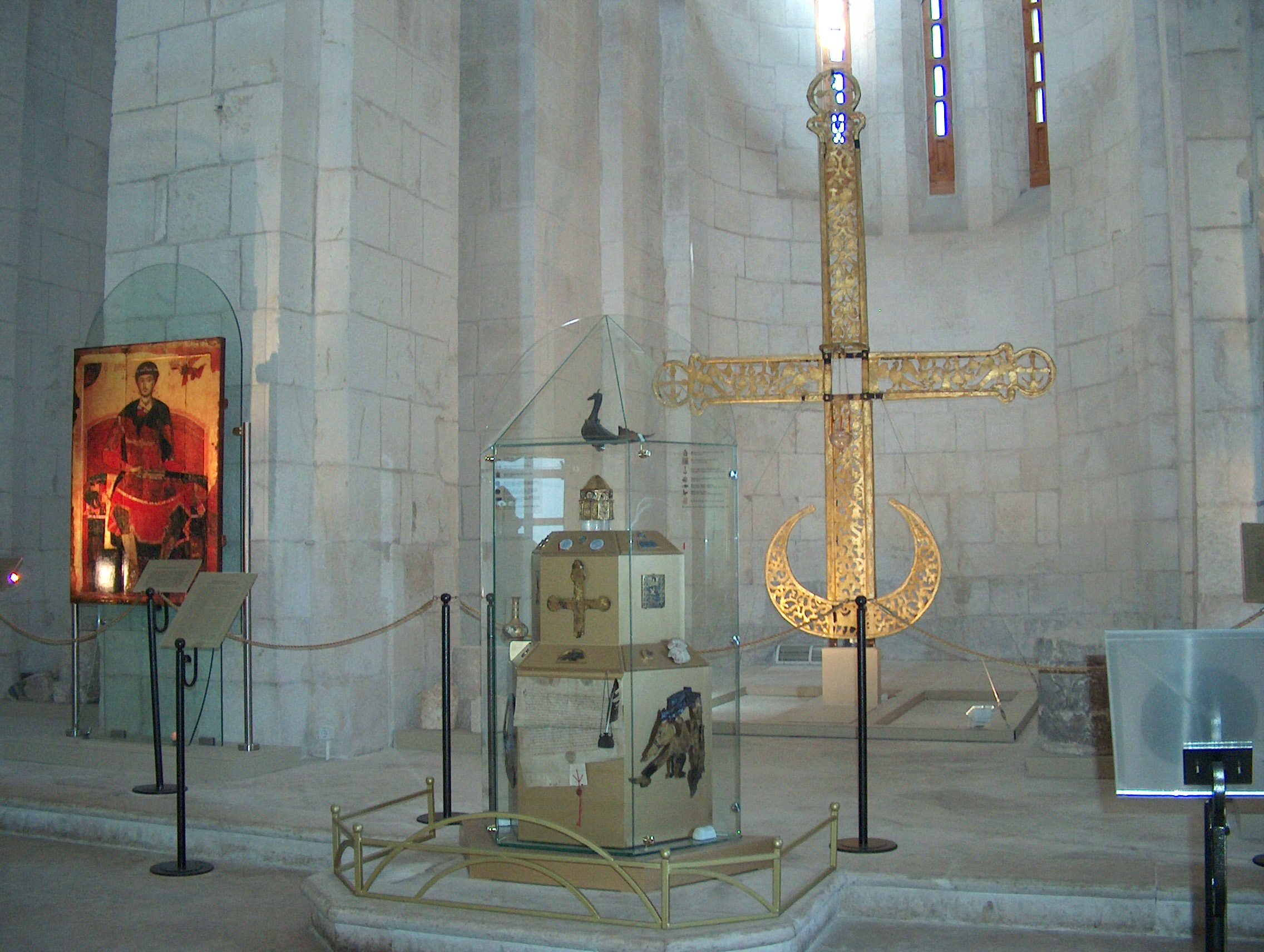
Cathédrale Saint-Dimitri à Vladimir : croix avec croissant

La croix dominant l'église sur la coupole présente un croissant à ses pieds. C'est une caractéristique fréquente durant la période pré-mongole en Russie. Le symbole du croissant n'est pas seulement un symbole de l'islam. Dans la chrétienté, il symbolise le cep de la vigne, faisant référence au chapitre XV de l'Évangile selon Jean, premier verset : « Je suis la vraie vigne et mon Père en est le vigneron ».

## Style
L'église de la Nativité est une des rares édifices de la période pré-mongole qui soit parvenu jusqu'à l'époque actuelle. Elle présente des traits caractéristiques de l'architecture de son époque, le début du XIIIe siècle. Ses façades sont très dépouillées et malgré les sommets des murs trilobés elles ne comportent pas de lésènes, sinon sur les angles des murs, sans séparer les surfaces, les laissant ainsi fort dénudées.
Les bâtisseurs de Novgorod ont été influencés par l'architecture de Smolensk. L'église Sainte-Parascève-Vendredi-au-Marché située dans le centre de Novgorod, non seulement pour des détails mais pour l'ensemble de son architecture, reproduit l'image d'une église de la fin du XIIe siècle de Smolensk : l'église Saint-Michel-Archange.
Cela s'explique par les liens commerciaux et culturels qui existaient entre le centre de la Rus' de Kiev et Novgorod. La ville de Smolensk se trouvant à peu près à équidistance de Kiev et de Novgorod (500 km).
Ce style de Smolensk n'a pas bouleversé complètement le style de Novgorod, mais des éléments lui ont été empruntés : les façades trilobées de Saint-Parascève par exemple. Le fait que le sol soit recouvert en partie de brique est également un usage qui vient de Smolensk et que l'on ne trouve que dans l'église de la Nativité à Novgorod.
Actuellement l'église se trouve dans son état primitif à la suite des restaurations intervenues. Après la restauration de l'intérieur, elle a été consacrée par l'archevêque de Novgorod le 10 mars 2001. En 2004 a eu lieu le prononcé des vœux des premiers nouveaux moines.